# 1819
1819 (MDCCCXIX) fue un año común comenzado en viernes según el calendario gregoriano.

## Acontecimientos
- 2 de enero: en Estados Unidos comienza el pánico de 1819, la primera crisis financiera en ese país.
- 25 de enero: en Charlottesville (estado de Virginia), Thomas Jefferson funda la Universidad de Virginia.
- 5 de febrero: representantes de Argentina y Chile firman un tratado para colaborar en la independencia de Perú.[1]
- 15 de febrero: Simón Bolívar pronuncia un discurso en la instalación del congreso de la Angostura y presenta un proyecto constitucional.[1]
- 18 de febrero: 172 km al sureste de la ciudad de Córdoba (Argentina), el ejército unitario (de Buenos Aires) ―dirigido por el general Juan Bautista Bustos― vence al ejército federal (del resto de las provincias argentinas) ―dirigido por el caudillo santafesino Estanislao López― en la batalla de La Herradura.
- 19 de febrero: en la plataforma continental del mar Argentino (en el suroeste del océano Atlántico), el explorador británico William Smith descubre las Islas Shetland del Sur.
- 22 de febrero: se firma el Tratado de Adams-Onís por medio del cual se establecen las fronteras definitivas entre España y Estados Unidos.[2]
- 2 de abril: 470 km al sursudoeste de Caracas ―en el marco de la guerra de independencia de Venezuela― los patriotas venezolanos vencen a las fuerzas realistas españolas en la batalla de Las Queseras del Medio.
- 10 de abril: en Roma (Italia) es ordenado sacerdote, Giovanni Mastai-Ferretti, el futuro papa Pío IX.
- 11 de abril: en la ciudad de Copiapó, 809 km al norte de Santiago de Chile, sucede un terremoto de 8,5 y un tsunami, que destruyen la ciudad.
- 22 de abril: 236 km al sureste de La Habana (Cuba) se funda la villa de Fernandina de Jagua (actual ciudad de Cienfuegos).
- 16 de junio: en el distrito de Kutch (India) se registra un fuerte terremoto de 8,2 que provoca un tsunami y deja más de 1500 muertos.
- 11 de julio: 225 km al noreste de Santafé de Bogotá, las fuerzas del libertador Simón Bolívar vencen al ejército realista español en la batalla de Gámeza, que marcó el inicio de la Campaña Libertadora de Nueva Granada para liberar el virreinato de Nueva Granada (actual Colombia).
- 20 de julio: en Santiago de Chile, el general patriota Bernardo O'Higgins ordena reabrir el Instituto Nacional General José Miguel Carrera.
- 25 de julio: 191 km al noreste de Santafé de Bogotá, en la madrugada y hasta la tarde, los 2400 soldados del libertador Simón Bolívar vencen a los 1900 soldados realistas españoles en la batalla del Pantano de Vargas, el evento bélico más importante de la guerra de Independencia de Colombia.

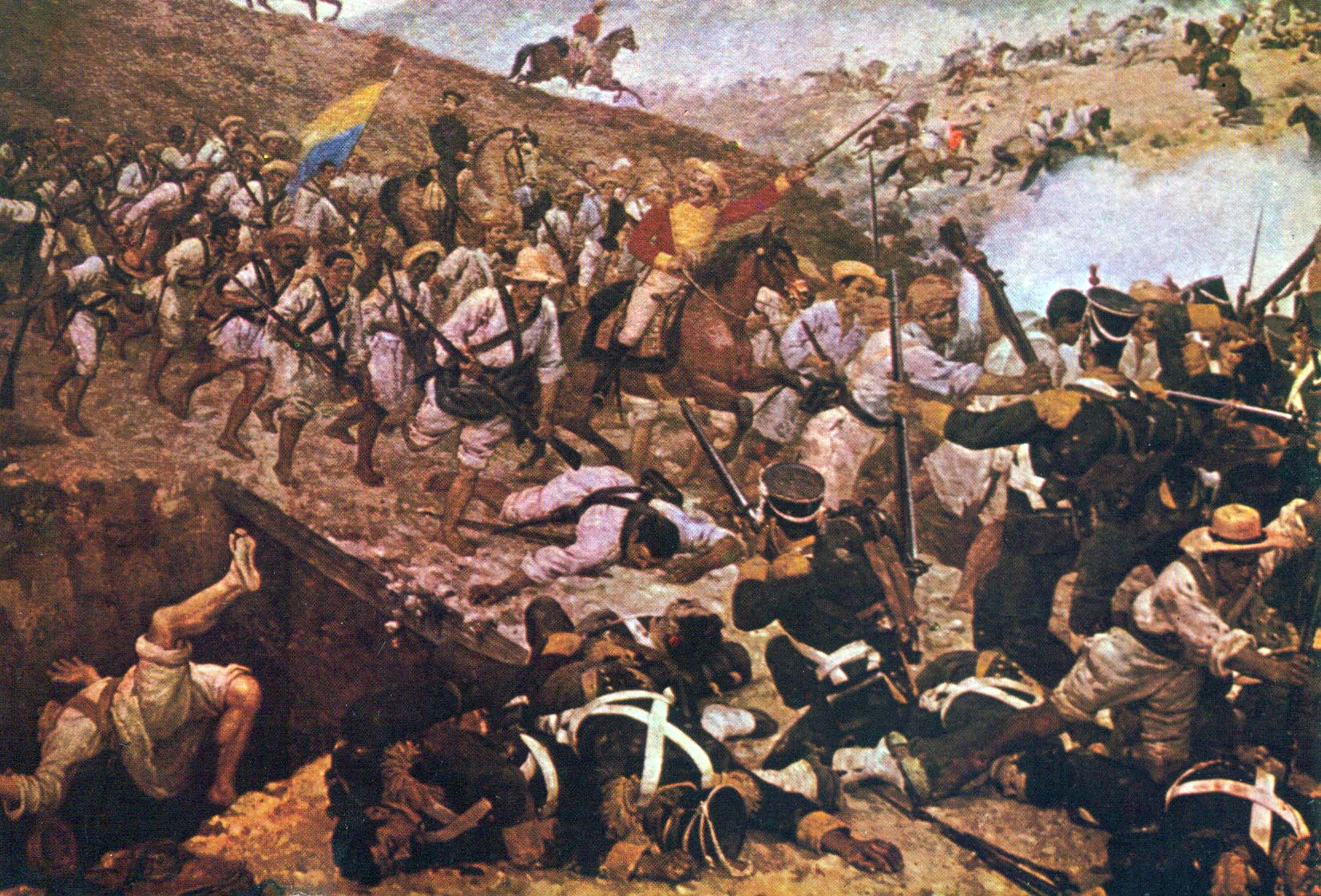
7 de agosto: batalla de Boyacá.

- 7 de agosto: 122 km al noreste de Santafé de Bogotá, la batalla de Boyacá fue el final de la campaña iniciada por Simón Bolívar para liberar el virreinato de Nueva Granada.
- 19 de noviembre: en Madrid (España) abre al público el Real Museo de Pintura y Escultura (actual Museo del Prado).[3]
- 17 de diciembre: en la ciudad de Angostura (actual Ciudad Bolívar), el libertador Simón Bolívar crea la primera República de Colombia, unión del virreinato de Nueva Granada y la Capitanía General de Venezuela.

### Sin fecha
- En Inglaterra, el Parlamento prohíbe trabajar a los niños menores de diez años.
- En Leipzig (Alemania), la editorial Brockhaus publica El mundo como voluntad y representación, la obra capital del filósofo alemán Arthur Schopenhauer (31). Es considerada la más elaborada manifestación del pesimismo filosófico, y ha influido en multitud de pensadores y escritores como Sigmund Freud, Friedrich Nietzsche, Karl Popper, Emil Ciorán y Jorge Luis Borges.
- El médico francés René Laënnec inventa el estetoscopio.

## Nacimientos
- 8 de febrero: John Ruskin, escritor, crítico de arte, sociólogo, artista y reformador social británico (f.  1900).
- 3 de marzo: Gustave de Molinari, liberal y economista belga (f. 1912).
- 4 de abril: María II, reina portuguesa (f. 1853).
- 18 de abril: Carlos Manuel de Céspedes del Castillo, militar y patriota cubano (f. 1874), 1.er presidente de la República en Armas
- 19 de abril: Frances Parthenope Verney, escritora y periodista inglesa, hermana de Florence Nightingale (f. 1890).
- 24 de mayo: Victoria del Reino Unido, reina británica y primera emperatriz de la India (f. 1901).
- 31 de mayo: Walt Whitman, poeta estadounidense (f. 1892).
- 3 de junio: Johan Barthold Jongkind, pintor impresionista neerlandés (f. 1891).
- 10 de junio: Gustave Courbet, pintor francés (f. 1877).
- 13 de agosto: George Gabriel Stokes, físico y matemático británico (f. 1903).
- 2 de septiembre: Rafael Lucio Nájera, médico mexicano (f. 1886).
- 13 de septiembre: Clara Schumann, pianista y compositora alemana (f. 1896).
- 20 de septiembre: Théodore Chassériau, pintor dominicano de origen francés (f. 1856).
- 28 de septiembre: Narciso Monturiol, inventor, intelectual y político español (f. 1885).
- Septiembre: Pablo Irrazábal, militar, criminal y torturador argentino de origen uruguayo (n. 1819), de larga carrera en las guerras civiles de Argentina; es particularmente conocido por haber asesinado al general Chacho Peñaloza (1798‑1863).
- 29 de octubre: Fernando II, rey consorte portugués (f. 1885).

## Fallecimientos
- 2 de enero: María Luisa de Parma, reina consorte española (n. 1751).
- 19 de enero: Carlos IV, rey español entre 1788 y 1808 (n. 1748).[1]
- 28 de julio:Manuela Beltrán, revolucionaria colombiana entre 1724 y 1808.
- 10 de mayo: Mariano Salvador de Maella, pintor español (n. 1739).
- 14 de agosto: Erik Acharius, botánico y médico sueco (n. 1757).
- 15 de noviembre: José Antonio Anzoátegui, militar venezolano (n. 1789).
- 13 de diciembre: Vincenzo Dandolo, químico italiano (n. 1758).